# N com descensor
Ꞑ, ꞑ (N com descensor) é uma letra do alfabeto latino, usada em várias ortografias do Novo Alfabeto Turco na década de 1930 (por exemplo, alfabeto tártaro), bem como nas ortografias da década de 1990 inventadas em tentativas de restaurar o alfabeto latino nas líguas tártara e a checa.
Na maioria das línguas, esta letra representava uma velar nasal (como no inglês singing).
Devido a problemas com a exibição desta letra em telefones e computadores, às vezes ela é substituída por uma letra semelhante, Ŋ ŋ . As fontes gratuitas que o exibem corretamente incluem Quivira, Gentium e Andika.

## História
A letra apareceu no final da década de 1920 no Novo Alfabeto Turco, mas foi emprestada por alguns outros povos não turcos da União Soviética durante a campanha de latinização. Na década de 1990, a letra foi usada no alfabeto checo latino, tendo sido, nos anos 2000, usada no alfabeto tártaro latino. Ambos, entretanto, já não são amplamente usados. No alfabeto checo, a maiúscula parece semelhante à minúscula, mas tem um tamanho maior.